# Puente Collilelfu
El Puente Collilelfu se encuentra en la provincia de Valdivia, comuna Los Lagos, Región de los Ríos. Fue declarado en 2013 como Monumento Histórico de Chile, mediante el decreto 333.

## Características
Está conformado por una estructura metálica reticulada con conectores de placas Gusset remachadas. El sistema de construcción con placas Gusset utiliza una placa metálica a la cual se fijan los demás elementos que convergen en un determinado punto de la estructura, formando un nudo. Los perfiles reticulados están conformados por un conjunto armónico de piezas como cabezales, montantes, cuerdas travesaños, longuerinas, diagonales y contravientos. Estructuralmente consta de 2 vigas reticuladas paralelas de 5,28 metros de altura. Entre las vigas principales existen vigas secundarias de iguales características e instaladas al mismo nivel, conformando un entramado base sobre el que se apoyan los durmientes y rieles. El puente tiene 4,40 metros de ancho y salva una luz de 40 metros entre los apoyos, los que consisten en dos cepas de hormigón ubicadas en las orillas del río Collilelfu, quedando a una altura aproximada de 5 metros sobre el nivel del agua. Presenta una estructura asociada correspondiente a una torre de agua de estructura metálica, que era utilizada para recargar las locomotoras de los trenes que transitaban por esta vía.

## Zona Típica Collilelfu
El Puente Collilelfu cooresponde al Conjunto ferroviario Collilelfu, ubicado en la región ya antes mencionada (Región de Los Ríos). Este es un conjunto declarado, el año 2013, como Monumento Nacional en la categoría de zona típica o pintoresca que corresponde a un centro urbano. Incluyendo dos monumentos nacionales en la categoría de Monumentos Históricos que son la Estación y el Puente Collilelfu. Esta zona y los monumentos protegen los restos arquitectónicos existentes del ramal Los Lagos – San Martin de los Andes y terrenos fiscales colindantes que presentan construcciones asociadas a equipamiento público. Estos últimos dos, la Estación y el Puente Collilelfu son los únicos vestigios del conjunto ferroviario que incluía originalmente una tornamesa, bodegas, la estación y terminaba en el puente que permitía la conexión con la vía troncal. Además, por sus características como volumetría y arquitectura, estos monumentos destacan como hitos arquitectónicos en la ciudad de Los Lagos, rememorando el conjunto urbano-espacial de este sistema. El Puente de Collilelfu cuenta con un sistema constructivo propio de las estructuras ferroviarias de principios del siglo XX, representativo de las técnicas de la época de construcción en acero, este está conformado por piezas originadas de la empresa francesa Schneider y Creusot, reconocida a nivel mundial por su producción de armamento, locomotoras y estructuras ferroviarias.